# Нереу
Нереу (рум. Nerău) — село у повіті Тіміш в Румунії. Входить до складу комуни Теремія-Маре.
Село розташоване на відстані 465 км на північний захід від Бухареста, 56 км на північний захід від Тімішоари.

## Населення
За даними перепису населення 2002 року у селі проживали 1028 осіб.
Національний склад населення села:
| Національність | Кількість осіб | Відсоток |
| -------------- | -------------- | -------- |
| румуни         | 906            | 88,1%    |
| угорці         | 58             | 5,6%     |
| цигани         | 49             | 4,8%     |
| німці          | 5              | 0,5%     |

Рідною мовою назвали:
| Мова      | Кількість осіб | Відсоток |
| --------- | -------------- | -------- |
| румунська | 909            | 88,4%    |
| угорська  | 57             | 5,5%     |
| циганська | 46             | 4,5%     |
| німецька  | 8              | 0,8%     |